# Delfí Geli
Delfí Geli i Roura (Salt, 22 de abril de 1969) é um ex-futebolista profissional espanhol que jogava como zagueiro. Atualmente é presidente do Girona.

## Carreira
Jogou nas categorias de base do CF Salt e do UE Coma Cros entre 1984 e 1987, jogando como atacante), ano em que profissionalizou-se no Girona, clube que defendeu por 2 temporadas.
Em 1989, assinou com o Barcelona, sendo remanejado ao time B dos Culés, pelo qual entrou em campo 65 vezes e fez 20 gols. Seu único jogo pela equipe principal foi em janeiro de 1990, contra o Oviedo. Fora dos planos do Barcelona (embora tenha vencido a Copa del Rey de 1989-90), Geli foi emprestado ao Albacete em 1991, e nos Blancos virou zagueiro, onde permaneceria até o final da carreira. No total, foram 103 partidas e 9 gols com a camisa do Albacete, que vendeu o jogador para o Atlético de Madrid em 1994, sagrando-se campeão espanhol em 1995-96 e da Copa del Rey na mesma temporada.
Voltaria ao Albacete em 1999, jogando 23 partidas e balançando as redes 6 vezes. Em 2000 foi para o Alavés, ajudando o clube a ficar em décimo lugar em La Liga. No entanto, Geli foi lembrado por ter feito um gol contra na decisão da Copa da UEFA de 2000–01 que deu o título ao Liverpool, faltando apenas 3 minutos para o término da prorrogação. Após 100 jogos e 5 gols, o zagueiro deixou o Alavés em 2003 e voltaria ao Girona, onde encerrou a carreira em 2005. Dez anos depois de sua aposentadoria, foi eleito presidente dos Blanquivermells, que na época jogavam a Segunda Divisão espanhola
.

## Seleções Espanhola e Catalã
Geli atuou 4 vezes pela Seleção da Espanha, estreando em janeiro de 1992, contra Portugal. Entre 2000 e 2002, realizou 2 jogos pela Seleção da Catalunha.